# Агликон
Аглико́н (от др.-греч. α — не + γλυκός — сладкий), называемый иногда Гени́н — часть молекулы высокомолекулярных углеводосодержащих соединений, в которой углеводы отсутствуют.

## Общие сведения
Агликоном называют неуглеводную часть молекул углеводосодержащих полимеров, таких, например, как, гликопротеины, гликозиды или гликолипиды.
Как правило, именно агликон определяет характер биологической активности всего полимера.
В природе агликоны достаточно распространены. Преимущественно это спирты, карбоновые кислоты, фенолы.